# ماسرانو
ماسرانو (به ایتالیایی: Masserano) یک کومونه در ایتالیا است که در استان بیه‌لا واقع شده‌است.

## خصوصیات
ماسرانو ۲۷٫۱ کیلومترمربع مساحت و ۲٬۳۱۵ نفر جمعیت دارد و ۳۴۰ متر بالاتر از سطح دریا واقع شده‌است.